# Alotano
L'alotano è un anestetico generale appartenente al gruppo degli idrocarburi alogenati, contenente come alogeni il fluoro, il cloro e il bromo. Viene utilizzato per un'anestesia generale, abbinabile al protossido di azoto e/o rilassanti muscolari.
L'alotano è una molecola chirale che viene utilizzata come miscela racemica.
Gli effetti collaterali includono battito cardiaco irregolare, depressione respiratoria ed epatotossicità.  Come tutti gli anestetici volatili, non dovrebbe essere usato nei pazienti con una storia personale o familiare di ipertermia maligna.  Sembra essere sicuro nei pazienti affetti da porfiria.  Non è chiaro se l'uso durante la gravidanza sia dannoso per il bambino e non è raccomandato durante un taglio cesareo.  Nonostante la sua tossicità, dovuta alla formazione di metaboliti epatotossici, è ancora usato in quanto, avendo un elevato potere depressore, se ne può somministrare poco e ottenere ugualmente gli effetti desiderati. Inoltre, non è irritante per le mucose come gli altri anestetici del suo gruppo, e non è infiammabile.
L'alotano è stato scoperto nel 1955. È nella lista delle medicine essenziali dell'Organizzazione mondiale della sanità.
Il suo uso nei paesi sviluppati è stato in gran parte sostituito da nuovi agenti anestetici come il sevoflurano.
L'alotano contribuisce anche all'esaurimento dell'ozono atmosferico.

## Usi
È un potente anestetico con una MAC dello 0,74%. Il suo coefficiente di ripartizione sangue/gas di 2,4 lo rende un agente con tempi di induzione e recupero moderati. Non è un buon analgesico e produce un moderato rilassamento muscolare.

## Farmacologia
L'alotano attiva i recettori GABAA e della glicina. Agisce anche come antagonista del recettore NMDA, inibisce il recettore nACh e i canali del sodio voltaggio-dipendenti,  mentre attiva i recettori 5-HT3 e i canali del potassio. Non influisce sui recettori AMPA o i recettori del kainato.

## Effetti collaterali
Gli effetti collaterali comprendono battito cardiaco irregolare, depressione respiratoria ed epatotossicità. Sembra essere sicuro nei pazienti affetti da porfiria.  Non è chiaro se l'uso durante la gravidanza sia dannoso per il bambino e non è raccomandato durante un taglio cesareo.  In rari casi, sono state osservate gravi lesioni epatiche negli adulti, dopo una ripetuta esposizione (circa un paziente su 10.000 esposizioni). La sindrome risultante è chiamata epatite da alotano e potrebbe derivare dal metabolismo dell'alotano, in particolare dal metabolita acido trifluoroacetico che si forma attraverso reazioni ossidative nel fegato. Circa il 20% dell'alotano inalato viene metabolizzato dal fegato e i prodotti vengono escreti nelle urine. La sindrome dell'epatite ha un tasso di mortalità dal 30% al 70%. La comparsa di questo effetto collaterale ha comportato una drastica riduzione dell'uso dell'alotano negli adulti, che è stato sostituito negli anni '80 dall'enflurano e dall'isoflurano. Dal momento che il rischio di epatite da alotano nei bambini è inferiore rispetto agli adulti, negli anni '90 l'alotano ha continuato ad essere usato in pediatria. Tuttavia, già dal 2000 il suo uso in pediatria è stato ampiamente sostituito con il sevoflurano.
L'alotano sensibilizza il cuore alle catecolamine, quindi può causare aritmie cardiache, a volte fatali, in particolare se è presente ipercapnia.
Come tutti i potenti agenti anestetici usati per inalazione, è un potente fattore scatenante per l'ipertermia maligna,  e rilassa la muscolatura liscia uterina, fatto che può aumentare la perdita di sangue durante il parto o l'interruzione della gravidanza.

## Sintesi
La sintesi commerciale dell'alotano inizia dal tricloroetilene, che viene fatto reagire con acido fluoridrico in presenza di tricloruro di antimonio a 130 °C per formare 2-cloro-1,1,1-trifluoroetano. Questo viene fatto reagire con bromo a 450 °C per produrre l'alotano.

## Storia
L'alotano fu sintetizzato per la prima volta da Charles Suckling della Imperial Chemical Industries nel 1951 a Widnes e fu usato per la prima volta in clinica da M. Johnstone a Manchester nel 1956. Divenne popolare come anestetico generale non infiammabile in sostituzione di altri anestetici volatili come il tricloroetilene, il dietil etere e il ciclopropano. In molte parti del mondo è stato in gran parte sostituito da nuovi composti, ma è ancora ampiamente utilizzato nei paesi in via di sviluppo perché ha un basso costo. L'alotano è stato somministrato a milioni di pazienti adulti e pediatrici in tutto il mondo dalla sua introduzione nel 1956 fino agli anni 80.

## Esaurimento dell'ozono
L'alotano è una sostanza che impoverisce l'ozono con un ODP di 1,56. SI ritiene sia responsabile dell'1% dell'esaurimento dello strato di ozono stratosferico totale.